# 温泉仲居探偵の事件簿
『温泉仲居探偵の事件簿』（おんせんなかいたんていのじけんぼ）は、2002年から2003年にテレビ東京系「女と愛とミステリー」で放送されたテレビドラマシリーズ。全2回。主演は室井滋。

## キャスト

### 主要人物
成瀬鉄子
演 - 室井滋
「宇奈月グランドホテル」で仲居として働き始めたフリーライター。
緑川琴江
演 - 野際陽子
「宇奈月グランドホテル」のカリスマ女将。

### ゲスト
第1作「宇奈月-魚津連続殺人事件」（2002年）
- 一柳環（「宇奈月グランドホテル」客室係） - 大島さと子
- 副島勝利（詐欺師） - 伊藤洋三郎
- 山藤（宇奈月署刑事） - 日野陽仁
- 左門大吉（「宇奈月グランドホテル」宿泊客） - でんでん
- 左門富子（左門の妻） - 松金よね子
- 川口洋子（「宇奈月グランドホテル」客室係） - 橘雪子
- 「宇奈月グランドホテル」仲居 - 新穂なおこ、中込佐知子
- 一柳春子（環の娘） - 牧野由依
- 小室専太郎（焼きそば屋・元板前） - 中山仁
- 雑貨店店主 - 小柳友貴美
- 宇奈月署刑事 - 佐々木卓馬
- 「宇奈月グランドホテル」フロント係 - 松崎剛也
- 吉本久美子（吉本の娘・故人） - 畑ゆう子
- 永坂政義（詐欺師） - 水上竜士
- 「宇奈月グランドホテル」板前 - 田中雄一朗
- 観光ガイド - 梅津栄
- 吉本勘治（「宇奈月グランドホテル」番頭） - 寺田農
- 藤島いっかん

第2作「宵待ち草殺人事件」（2003年）
- 美千代（会津の芸者） - 大路恵美（幼少期：荒川なつみ）
- 村越こずえ（「宇奈月グランドホテル」従業員寮寮長） - 阿知波悟美
- 小林美江（「宇奈月グランドホテル」仲居頭） - 山田スミ子
- 会津若松中央署刑事 - 綾田俊樹、佐々木卓馬
- 倉石研（作家） - 谷口高史
- 宇崎昇（営業マン） - 湯江健幸
- 相馬光輝（画家） - 斎藤歩
- 有本達彦（作家） - 石橋蓮司
- 置屋女将 - 一柳みる
- 「宇奈月グランドホテル」宿泊客 - 影山英俊、内藤トモヤ
- 志乃（芸者） - 黒石えりか
- 観光客 - マギー司郎
- 旅館「大川荘」仲居 - 中野若葉
- 芸者 - 鳥居しのぶ
- 向井（有本の元編集者） - 小鈴まさ記
- リポーター - 元木千早
- 「宇奈月グランドホテル」板前 - 邱太郎
- 「宇奈月グランドホテル」仲居 - 佐戸川由美
- 村越さやか（こずえの娘） - 飯塚萠木
- 神田寿子（旅館「大川荘」女将） - 土田早苗
- 斉藤史恵（美千代の母） - 宇津宮雅代
- 会津若松市の皆様

## スタッフ
- 原案 - 福島規子『100のおもてなし100の言葉』
- 脚本 - 西岡琢也、小沢俊介、久松真一
- 監督 - 黒沢直輔
- プロデューサー - 齋藤頼照、山田大作、小川治
- 制作 - テレビ東京、BSジャパン、東京サウンドプロダクション

## 放送日程
| 回数 | 放送日         | タイトル                                                         | 脚本              |
| ---- | -------------- | ---------------------------------------------------------------- | ----------------- |
| 1    | 2002年10月23日 | 宇奈月-魚津連続殺人事件 復讐の殺人トリックが美人女将の秘密を暴く | 西岡琢也 小沢俊介 |
| 2    | 2003年10月15日 | 宵待ち草殺人事件 湯けむりの街に母娘の哀しい鈴音が響く            | 久松真一          |